# 알렉산드라 린던

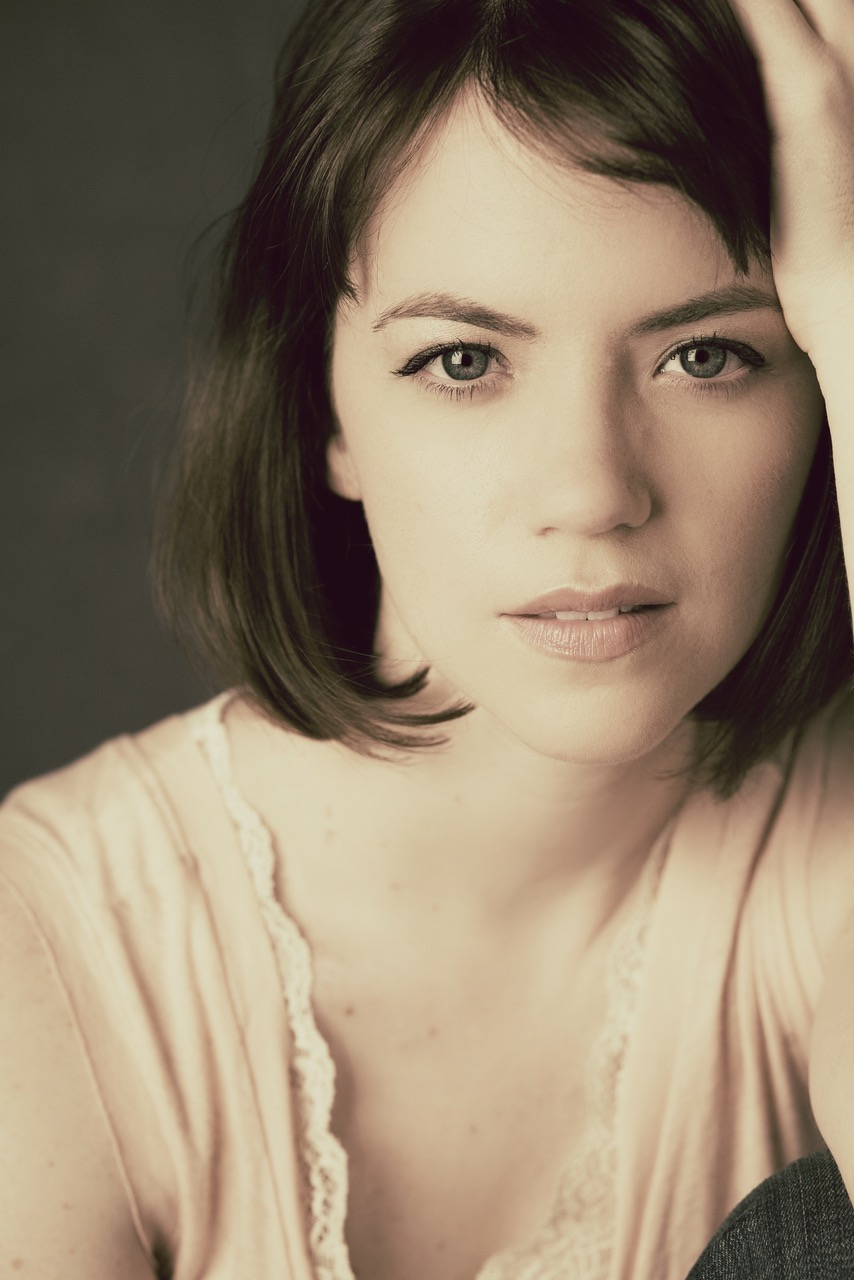

알렉산드라 라이던(Alexandra Lydon, 1979년 4월 5일 ~ )은 미국의 배우이다.
보스턴에서 태어났다.

## 출연 작품
- 모킹버드 (2014년)
- 보더라인 머더 (2011년) - 할리 역

### 텔레비전
- 프리즌 브레이크 시즌1 (2005년)
- CSI - 마이애미 (2002년)